# Celastraceae
Celastraceae, las celastráceas, es una familia de plantas del orden Celastrales. Agrupa alrededor de 90 a 100 géneros y 1300 especies de trepadoras, arbustos y pequeños árboles. La gran mayoría de géneros son tropicales, excepto Celastrus y Euonymus, ampliamente extendidos por latitudes de clima templado.

## Descripción
Son árboles o arbustos, a veces escandentes, pubescentes, glabros o casi glabros; plantas hermafroditas, poligamodioicas o dioicas. Hojas alternas, opuestas y verticiladas, simples, enteras, crenadas y aserradas, con cristales de oxalato de calcio; estípulas persistentes, caducas o ausentes. Inflorescencias axilares o en nudos florales acompañados de hojas no desarrolladas, cimosas, tirsoides, racemosas o fasciculadas, brácteas presentes, erosas, flores actinomorfas; sépalos 4 o 5, libres o unidos en la base, imbricados, algunas veces persistentes; pétalos 4 o 5, libres, imbricados; estambres en igual número que las partes del perianto, filamentos libres surgiendo por debajo o en el margen del disco, alternipétalos o alternisépalos, anteras tetrasporangiadas y ditecas o bisporangiadas, dehiscencia longitudinal, comúnmente introrsas o laterales (extrorsas y a veces casi terminales en Euonymus); ovario súpero, semisúpero o raras veces semiínfero, 2–5-carpelar, con igual número de lóculos como carpelos, algunas veces abortando un lóculo, estilo terminal, en general cortamente 2–5-lobado, óvulos (1) 2 (3), 2–6 en Canotia, numerosos en Goupia, erectos, raras veces péndulos, placenta axilar. Fruto cápsula, sámara, baya o drupa; semillas a menudo ariladas.

## Sinonimia
- Canotiaceae, Chingithamnaceae, Goupiaceae, Lophopyxidaceae, Siphonodontaceae. Según Sistema Cronquist.
- Brexiaceae. Archivado el 28 de octubre de 2021 en Wayback Machine., Plagiopteraceae Archivado el 30 de octubre de 2021 en Wayback Machine., Stackhousiaceae Archivado el 30 de noviembre de 2007 en Wayback Machine.
- Brexiaceae, Canotiaceae, Chingithamnaceae, Euonymaceae, Hippocrateaceae, Salaciaceae, Siphonodontaceae, Stackhousiaceae

## Subfamilias
Contiene las siguientes subfamilias:
- Celastroideae
- Hippocrateoideae
- Parnassioideae
- Salacioideae
- Stackhousioideae

## Géneros
- Acanthothamnus
- Allocassine
- Anthodon
- Apatophyllum
- Apodostigma
- Arnicratea
- Bequaertia
- Bhesa
- Brassiantha
- Brexiella
- Campylostemon
- Canotia
- Cassine
- Catha
- Celastrus
- Cheiloclinium
- Crocoxylon
- Crossopetalum
- Cuervea
- Denhamia
- Elachyptera
- Elaeodendron
- Euonymus
- Evonymopsis
- Fraunhofera
- Glyptopetalum
- Goniodiscus
- Gyminda
- Hartogiella
- Hartogiopsis
- Hedraianthera
- Helictonema
- Hexaspora
- Hippocratea
- Hylenaea
- Hypsophila
- Katafa
- Kokoona
- Loeseneriella
- Lophopetalum
- Macgregoria
- Maurocenia
- Maytenus
- Menepetalum
- Microtropis
- Monimopetalum
- Monteverdia
- Mortonia
- Mystroxylon
- Orthosphenia
- Paxistima
- Peripterygia
- Peritassa
- Perrottetia
- Plagiopteron
- Platypterocarpus
- Plenckia
- Pleurostylia
- Polycardia
- Prionostemma
- Pristimera
- Psammomoya
- Pseudosalacia
- Ptelidium
- Pterocelastrus
- Putterlickia
- Quetzalia
- Reissantia
- Rzedowskia
- Salacia
- Salacighia
- Salaciopsis
- Salvadoropsis
- Sarawakodendron
- Scandivepres
- Schaefferia
- Semialarium
- Simicratea
- Simirestis
- Siphonodon
- Stackhousia
- Tetrasiphon
- Thyrsosalacia
- Tontelea
- Torralbasia
- Tripterococcus
- Tripterygium
- Tristemonanthus
- Wimmeria
- Xylonymus
- Zinowiewia